# 1435
Portal Geschichte | Portal Biografien | Aktuelle Ereignisse | Jahreskalender | Tagesartikel

◄ |
14. Jahrhundert |
15. Jahrhundert
| 16. Jahrhundert | ►

◄ |
1400er |
1410er |
1420er |
1430er
| 1440er | 1450er | 1460er | ►

◄◄ |
◄ |
1431 |
1432 |
1433 |
1434 |
1435
| 1436 | 1437 | 1438 | 1439 | ► | ►►
Staatsoberhäupter  · Nekrolog
| Januar | Januar | Januar | Januar | Januar | Januar | Januar | Januar |
| Kw     | Mo     | Di     | Mi     | Do     | Fr     | Sa     | So     |
| ------ | ------ | ------ | ------ | ------ | ------ | ------ | ------ |
| 52     |        |        |        |        |        | 1      | 2      |
| 1      | 3      | 4      | 5      | 6      | 7      | 8      | 9      |
| 2      | 10     | 11     | 12     | 13     | 14     | 15     | 16     |
| 3      | 17     | 18     | 19     | 20     | 21     | 22     | 23     |
| 4      | 24     | 25     | 26     | 27     | 28     | 29     | 30     |
| 5      | 31     |        |        |        |        |        |        |

| Februar | Februar | Februar | Februar | Februar | Februar | Februar | Februar |
| Kw      | Mo      | Di      | Mi      | Do      | Fr      | Sa      | So      |
| ------- | ------- | ------- | ------- | ------- | ------- | ------- | ------- |
| 5       |         | 1       | 2       | 3       | 4       | 5       | 6       |
| 6       | 7       | 8       | 9       | 10      | 11      | 12      | 13      |
| 7       | 14      | 15      | 16      | 17      | 18      | 19      | 20      |
| 8       | 21      | 22      | 23      | 24      | 25      | 26      | 27      |
| 9       | 28      |         |         |         |         |         |         |

| März | März | März | März | März | März | März | März |
| Kw   | Mo   | Di   | Mi   | Do   | Fr   | Sa   | So   |
| ---- | ---- | ---- | ---- | ---- | ---- | ---- | ---- |
| 9    |      | 1    | 2    | 3    | 4    | 5    | 6    |
| 10   | 7    | 8    | 9    | 10   | 11   | 12   | 13   |
| 11   | 14   | 15   | 16   | 17   | 18   | 19   | 20   |
| 12   | 21   | 22   | 23   | 24   | 25   | 26   | 27   |
| 13   | 28   | 29   | 30   | 31   |      |      |      |

| April | April | April | April | April | April | April | April |
| Kw    | Mo    | Di    | Mi    | Do    | Fr    | Sa    | So    |
| ----- | ----- | ----- | ----- | ----- | ----- | ----- | ----- |
| 13    |       |       |       |       | 1     | 2     | 3     |
| 14    | 4     | 5     | 6     | 7     | 8     | 9     | 10    |
| 15    | 11    | 12    | 13    | 14    | 15    | 16    | 17    |
| 16    | 18    | 19    | 20    | 21    | 22    | 23    | 24    |
| 17    | 25    | 26    | 27    | 28    | 29    | 30    |       |

| Mai | Mai | Mai | Mai | Mai | Mai | Mai | Mai |
| Kw  | Mo  | Di  | Mi  | Do  | Fr  | Sa  | So  |
| --- | --- | --- | --- | --- | --- | --- | --- |
| 17  |     |     |     |     |     |     | 1   |
| 18  | 2   | 3   | 4   | 5   | 6   | 7   | 8   |
| 19  | 9   | 10  | 11  | 12  | 13  | 14  | 15  |
| 20  | 16  | 17  | 18  | 19  | 20  | 21  | 22  |
| 21  | 23  | 24  | 25  | 26  | 27  | 28  | 29  |
| 22  | 30  | 31  |     |     |     |     |     |

| Juni | Juni | Juni | Juni | Juni | Juni | Juni | Juni |
| Kw   | Mo   | Di   | Mi   | Do   | Fr   | Sa   | So   |
| ---- | ---- | ---- | ---- | ---- | ---- | ---- | ---- |
| 22   |      |      | 1    | 2    | 3    | 4    | 5    |
| 23   | 6    | 7    | 8    | 9    | 10   | 11   | 12   |
| 24   | 13   | 14   | 15   | 16   | 17   | 18   | 19   |
| 25   | 20   | 21   | 22   | 23   | 24   | 25   | 26   |
| 26   | 27   | 28   | 29   | 30   |      |      |      |

| Juli | Juli | Juli | Juli | Juli | Juli | Juli | Juli |
| Kw   | Mo   | Di   | Mi   | Do   | Fr   | Sa   | So   |
| ---- | ---- | ---- | ---- | ---- | ---- | ---- | ---- |
| 26   |      |      |      |      | 1    | 2    | 3    |
| 27   | 4    | 5    | 6    | 7    | 8    | 9    | 10   |
| 28   | 11   | 12   | 13   | 14   | 15   | 16   | 17   |
| 29   | 18   | 19   | 20   | 21   | 22   | 23   | 24   |
| 30   | 25   | 26   | 27   | 28   | 29   | 30   | 31   |

| August | August | August | August | August | August | August | August |
| Kw     | Mo     | Di     | Mi     | Do     | Fr     | Sa     | So     |
| ------ | ------ | ------ | ------ | ------ | ------ | ------ | ------ |
| 31     | 1      | 2      | 3      | 4      | 5      | 6      | 7      |
| 32     | 8      | 9      | 10     | 11     | 12     | 13     | 14     |
| 33     | 15     | 16     | 17     | 18     | 19     | 20     | 21     |
| 34     | 22     | 23     | 24     | 25     | 26     | 27     | 28     |
| 35     | 29     | 30     | 31     |        |        |        |        |

| September | September | September | September | September | September | September | September |
| Kw        | Mo        | Di        | Mi        | Do        | Fr        | Sa        | So        |
| --------- | --------- | --------- | --------- | --------- | --------- | --------- | --------- |
| 35        |           |           |           | 1         | 2         | 3         | 4         |
| 36        | 5         | 6         | 7         | 8         | 9         | 10        | 11        |
| 37        | 12        | 13        | 14        | 15        | 16        | 17        | 18        |
| 38        | 19        | 20        | 21        | 22        | 23        | 24        | 25        |
| 39        | 26        | 27        | 28        | 29        | 30        |           |           |

| Oktober | Oktober | Oktober | Oktober | Oktober | Oktober | Oktober | Oktober |
| Kw      | Mo      | Di      | Mi      | Do      | Fr      | Sa      | So      |
| ------- | ------- | ------- | ------- | ------- | ------- | ------- | ------- |
| 39      |         |         |         |         |         | 1       | 2       |
| 40      | 3       | 4       | 5       | 6       | 7       | 8       | 9       |
| 41      | 10      | 11      | 12      | 13      | 14      | 15      | 16      |
| 42      | 17      | 18      | 19      | 20      | 21      | 22      | 23      |
| 43      | 24      | 25      | 26      | 27      | 28      | 29      | 30      |
| 44      | 31      |         |         |         |         |         |         |

| November | November | November | November | November | November | November | November |
| Kw       | Mo       | Di       | Mi       | Do       | Fr       | Sa       | So       |
| -------- | -------- | -------- | -------- | -------- | -------- | -------- | -------- |
| 44       |          | 1        | 2        | 3        | 4        | 5        | 6        |
| 45       | 7        | 8        | 9        | 10       | 11       | 12       | 13       |
| 46       | 14       | 15       | 16       | 17       | 18       | 19       | 20       |
| 47       | 21       | 22       | 23       | 24       | 25       | 26       | 27       |
| 48       | 28       | 29       | 30       |          |          |          |          |

| Dezember | Dezember | Dezember | Dezember | Dezember | Dezember | Dezember | Dezember |
| Kw       | Mo       | Di       | Mi       | Do       | Fr       | Sa       | So       |
| -------- | -------- | -------- | -------- | -------- | -------- | -------- | -------- |
| 48       |          |          |          | 1        | 2        | 3        | 4        |
| 49       | 5        | 6        | 7        | 8        | 9        | 10       | 11       |
| 50       | 12       | 13       | 14       | 15       | 16       | 17       | 18       |
| 51       | 19       | 20       | 21       | 22       | 23       | 24       | 25       |
| 52       | 26       | 27       | 28       | 29       | 30       | 31       |          |

| Januar | Januar | Januar | Januar | Januar | Januar | Januar | Januar |
| Kw     | Mo     | Di     | Mi     | Do     | Fr     | Sa     | So     |
| ------ | ------ | ------ | ------ | ------ | ------ | ------ | ------ |
| 52     |        |        |        |        |        | 1      | 2      |
| 1      | 3      | 4      | 5      | 6      | 7      | 8      | 9      |
| 2      | 10     | 11     | 12     | 13     | 14     | 15     | 16     |
| 3      | 17     | 18     | 19     | 20     | 21     | 22     | 23     |
| 4      | 24     | 25     | 26     | 27     | 28     | 29     | 30     |
| 5      | 31     |        |        |        |        |        |        |

| Februar | Februar | Februar | Februar | Februar | Februar | Februar | Februar |
| Kw      | Mo      | Di      | Mi      | Do      | Fr      | Sa      | So      |
| ------- | ------- | ------- | ------- | ------- | ------- | ------- | ------- |
| 5       |         | 1       | 2       | 3       | 4       | 5       | 6       |
| 6       | 7       | 8       | 9       | 10      | 11      | 12      | 13      |
| 7       | 14      | 15      | 16      | 17      | 18      | 19      | 20      |
| 8       | 21      | 22      | 23      | 24      | 25      | 26      | 27      |
| 9       | 28      |         |         |         |         |         |         |

| März | März | März | März | März | März | März | März |
| Kw   | Mo   | Di   | Mi   | Do   | Fr   | Sa   | So   |
| ---- | ---- | ---- | ---- | ---- | ---- | ---- | ---- |
| 9    |      | 1    | 2    | 3    | 4    | 5    | 6    |
| 10   | 7    | 8    | 9    | 10   | 11   | 12   | 13   |
| 11   | 14   | 15   | 16   | 17   | 18   | 19   | 20   |
| 12   | 21   | 22   | 23   | 24   | 25   | 26   | 27   |
| 13   | 28   | 29   | 30   | 31   |      |      |      |

| April | April | April | April | April | April | April | April |
| Kw    | Mo    | Di    | Mi    | Do    | Fr    | Sa    | So    |
| ----- | ----- | ----- | ----- | ----- | ----- | ----- | ----- |
| 13    |       |       |       |       | 1     | 2     | 3     |
| 14    | 4     | 5     | 6     | 7     | 8     | 9     | 10    |
| 15    | 11    | 12    | 13    | 14    | 15    | 16    | 17    |
| 16    | 18    | 19    | 20    | 21    | 22    | 23    | 24    |
| 17    | 25    | 26    | 27    | 28    | 29    | 30    |       |

| Mai | Mai | Mai | Mai | Mai | Mai | Mai | Mai |
| Kw  | Mo  | Di  | Mi  | Do  | Fr  | Sa  | So  |
| --- | --- | --- | --- | --- | --- | --- | --- |
| 17  |     |     |     |     |     |     | 1   |
| 18  | 2   | 3   | 4   | 5   | 6   | 7   | 8   |
| 19  | 9   | 10  | 11  | 12  | 13  | 14  | 15  |
| 20  | 16  | 17  | 18  | 19  | 20  | 21  | 22  |
| 21  | 23  | 24  | 25  | 26  | 27  | 28  | 29  |
| 22  | 30  | 31  |     |     |     |     |     |

| Juni | Juni | Juni | Juni | Juni | Juni | Juni | Juni |
| Kw   | Mo   | Di   | Mi   | Do   | Fr   | Sa   | So   |
| ---- | ---- | ---- | ---- | ---- | ---- | ---- | ---- |
| 22   |      |      | 1    | 2    | 3    | 4    | 5    |
| 23   | 6    | 7    | 8    | 9    | 10   | 11   | 12   |
| 24   | 13   | 14   | 15   | 16   | 17   | 18   | 19   |
| 25   | 20   | 21   | 22   | 23   | 24   | 25   | 26   |
| 26   | 27   | 28   | 29   | 30   |      |      |      |

| Juli | Juli | Juli | Juli | Juli | Juli | Juli | Juli |
| Kw   | Mo   | Di   | Mi   | Do   | Fr   | Sa   | So   |
| ---- | ---- | ---- | ---- | ---- | ---- | ---- | ---- |
| 26   |      |      |      |      | 1    | 2    | 3    |
| 27   | 4    | 5    | 6    | 7    | 8    | 9    | 10   |
| 28   | 11   | 12   | 13   | 14   | 15   | 16   | 17   |
| 29   | 18   | 19   | 20   | 21   | 22   | 23   | 24   |
| 30   | 25   | 26   | 27   | 28   | 29   | 30   | 31   |

| August | August | August | August | August | August | August | August |
| Kw     | Mo     | Di     | Mi     | Do     | Fr     | Sa     | So     |
| ------ | ------ | ------ | ------ | ------ | ------ | ------ | ------ |
| 31     | 1      | 2      | 3      | 4      | 5      | 6      | 7      |
| 32     | 8      | 9      | 10     | 11     | 12     | 13     | 14     |
| 33     | 15     | 16     | 17     | 18     | 19     | 20     | 21     |
| 34     | 22     | 23     | 24     | 25     | 26     | 27     | 28     |
| 35     | 29     | 30     | 31     |        |        |        |        |

| September | September | September | September | September | September | September | September |
| Kw        | Mo        | Di        | Mi        | Do        | Fr        | Sa        | So        |
| --------- | --------- | --------- | --------- | --------- | --------- | --------- | --------- |
| 35        |           |           |           | 1         | 2         | 3         | 4         |
| 36        | 5         | 6         | 7         | 8         | 9         | 10        | 11        |
| 37        | 12        | 13        | 14        | 15        | 16        | 17        | 18        |
| 38        | 19        | 20        | 21        | 22        | 23        | 24        | 25        |
| 39        | 26        | 27        | 28        | 29        | 30        |           |           |

| Oktober | Oktober | Oktober | Oktober | Oktober | Oktober | Oktober | Oktober |
| Kw      | Mo      | Di      | Mi      | Do      | Fr      | Sa      | So      |
| ------- | ------- | ------- | ------- | ------- | ------- | ------- | ------- |
| 39      |         |         |         |         |         | 1       | 2       |
| 40      | 3       | 4       | 5       | 6       | 7       | 8       | 9       |
| 41      | 10      | 11      | 12      | 13      | 14      | 15      | 16      |
| 42      | 17      | 18      | 19      | 20      | 21      | 22      | 23      |
| 43      | 24      | 25      | 26      | 27      | 28      | 29      | 30      |
| 44      | 31      |         |         |         |         |         |         |

| November | November | November | November | November | November | November | November |
| Kw       | Mo       | Di       | Mi       | Do       | Fr       | Sa       | So       |
| -------- | -------- | -------- | -------- | -------- | -------- | -------- | -------- |
| 44       |          | 1        | 2        | 3        | 4        | 5        | 6        |
| 45       | 7        | 8        | 9        | 10       | 11       | 12       | 13       |
| 46       | 14       | 15       | 16       | 17       | 18       | 19       | 20       |
| 47       | 21       | 22       | 23       | 24       | 25       | 26       | 27       |
| 48       | 28       | 29       | 30       |          |          |          |          |

| Dezember | Dezember | Dezember | Dezember | Dezember | Dezember | Dezember | Dezember |
| Kw       | Mo       | Di       | Mi       | Do       | Fr       | Sa       | So       |
| -------- | -------- | -------- | -------- | -------- | -------- | -------- | -------- |
| 48       |          |          |          | 1        | 2        | 3        | 4        |
| 49       | 5        | 6        | 7        | 8        | 9        | 10       | 11       |
| 50       | 12       | 13       | 14       | 15       | 16       | 17       | 18       |
| 51       | 19       | 20       | 21       | 22       | 23       | 24       | 25       |
| 52       | 26       | 27       | 28       | 29       | 30       | 31       |          |

## Ereignisse

### Politik und Weltgeschehen

#### Hundertjähriger Krieg

Frankreich 1435

- Frühjahr: Nach einigen Jahren relativer Ruhe tritt der Hundertjährige Krieg wieder in eine heiße Phase.
- 9. Mai: Französische Truppe unter dem Befehl von Jean Poton de Xaintrailles und Étienne de Vignolles besiegen englische Einheiten in der Schlacht von Gerberoy.
- 21. September: Im Vertrag von Arras verständigen sich mit König Karl VII. von Frankreich und Herzog Philipp dem Guten die Herrscher von Frankreich und von Burgund über eine Beilegung ihres jahrelang schwelenden Konfliktes, des Bürgerkriegs der Armagnacs und Bourguignons. Mit England kommt hingegen bei dieser auf einen Friedensschluss ausgerichteten Zusammenkunft, die zu den wichtigsten Friedenskonferenzen im Mittelalter gerechnet wird, kein Einvernehmen zustande, der Hundertjährige Krieg geht noch fast zwei Jahrzehnte weiter.

#### Dänisch-Hanseatischer Krieg

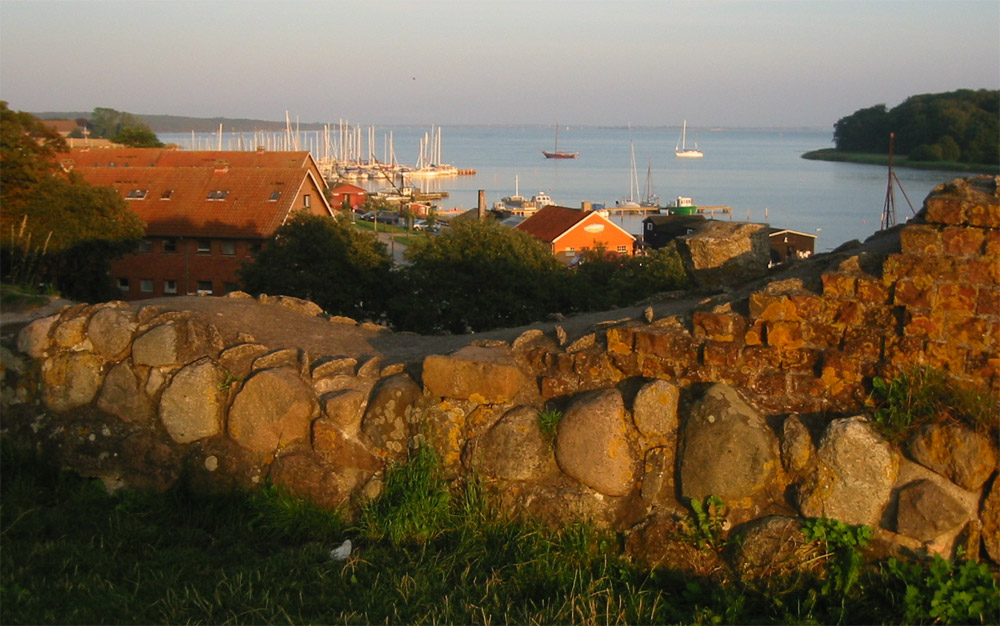
Blick von der Ruine des Schlosses Vordingborg auf den Hafen

- 15./17. Juli: König Erik VII. von Dänemark schließt auf Schloss Vordingborg mit Adolf VIII. von Holstein und dem Hamburger Bürgermeister Hein Hoyer als Repräsentant der Städte des Wendischen und Sächsischen Viertels der Hanse den Frieden von Vordingborg zur Beendigung des 1426 begonnenen Dänisch-Hanseatischen Krieges. Darin bestätigt er der Hanse ihre Privilegien, insbesondere im Handel der Bergenfahrer mit Norwegen. Adolf VIII. erhält das Herzogtum Schleswig.

#### Weitere Ereignisse in der Kalmarer Union
Im Zuge des Engelbrekt-Aufstandes in Schweden wird eine Tagung in Arboga einberufen, zu der erstmals auch Bauern eingeladen werden. Die Versammlung wird auch als erster Reichstag Schwedens bezeichnet. Bei dem Treffen wird Engelbrekt Engelbrektsson zum Befehlshaber über die schwedischen Streitkräfte, zum sogenannten Hövitsman, ernannt. Im Herbst treffen führende Adlige eine Abmachung mit König Erik, der daraufhin nach Stockholm zurückkehrt. Kurz darauf beginnen jedoch erneut Ausschreitungen, die Engelbrektsson gemeinsam mit Karl Knutsson anführt, wobei sich die Aufstandsfront aber nun zu spalten beginnt.

#### Deutscher Orden/Polen-Litauen
- 31. Dezember: Der Friede von Brest gleicht die Interessen des Deutschen Ordens mit Polen und Litauen aus.

#### Heiliges Römisches Reich

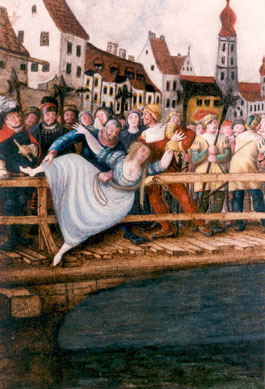
Tod Agnes Bernauers
(Bild um 1500)

- 12. Oktober: Herzog Ernst von Bayern-München lässt die Geliebte seines Sohnes Albrecht, die Baderstochter Agnes Bernauer, verhaften und bei Straubing in der Donau ertränken. Er befürchtet, dass die Mesalliance die Erbfolge gefährden kann.

#### Südeuropa
- 2. Februar: Königin Johanna II. von Neapel stirbt. Kurz zuvor hat sie noch die Herrschaft auf Rene von Anjou übertragen. Da sich dieser zu diesem Zeitpunkt in burgundischer Gefangenschaft befindet, macht sich seine Frau Isabella von Lothringen auf den Weg, um das Erbe anzutreten. Doch auch Alfons V. von Aragón erhebt aufgrund einer früheren Vereinbarung Anspruch auf Neapel und beginnt wenig später mit der Belagerung der Stadt.
- 5. August: Die mit Isabella verbündete Republik Genua besiegt eine aragonesische Flotte in der Seeschlacht bei Ponza und nimmt König Alfons V. und seinen Bruder gefangen. Die beiden werden an den ebenfalls mit Isabella verbündeten Herzog Filippo Maria Visconti von Mailand ausgeliefert. Isabella kann am 18. Oktober in Neapel einziehen.
- Mit Hilfe des osmanischen Sultans folgt Nerio II. Acciaiuoli seinem verstorbenen Cousin Antonio I. Acciaiuoli als Herzog von Athen.

#### Asien
- 31. Januar: Kaiser Xuande von China stirbt. Ihm folgt sein achtjähriger Sohn Zhengtong unter der Regentschaft seiner Großmutter Zhang auf den Thron.

#### Urkundliche Ersterwähnungen
- Courchapoix wird erstmals urkundlich erwähnt.

### Kultur
- um 1435: Zeami Motokiyo verfasst das Nō-Theaterstück Nue.

### Religion
- um 1435: Das irische Kloster Clonkeenkerrill wird gegründet.

### Natur und Umwelt
- Seegfrörne: Der Bodensee ist komplett zugefroren.

## Geboren

### Geburtsdatum gesichert
- 1. Februar: Amadeus IX., Herzog von Savoyen († 1472)
- 8. April: John Clifford, englischer Adliger und Militär († 1461)
- 28. Mai: Raimund Peraudi, französischer Kardinal, Bischof von Gurk und Saintes († 1505)
- 16. Juni: Johann II., schlesischer Söldnerführer des Deutschen Ordens, Herzog von Sagan († 1504)
- 22. Juni: Otto II., deutscher Adliger, Pfalzgraf und Herzog von Pfalz-Mosbach († 1499)
- 23. Juni: Franz II., französischer Adliger, Herzog der Bretagne († 1488)
- 28. Oktober: Andrea della Robbia, florentinischer Bildhauer († 1525)
- 4. November: Philippe de Lévis, französischer Kardinal († 1475)

### Genaues Geburtsdatum unbekannt
- Conrad Hensel, deutscher Theologe († 1505)
- al-Mansur Uthman, Sultan von Ägypten († nach 1453)
- Pellegrino Prisciani, italienischer Humanist, Universitätslehrer, Geschichtsschreiber, Antiquar und Astrologe († 1518)
- Johannes Scolvus, Seefahrer, Navigator und Entdecker († 1484)
- Jakob Sprenger, deutscher Dominikaner, Inquisitor und Hexentheoretiker, angeblicher Autor des Hexenhammers († 1495)

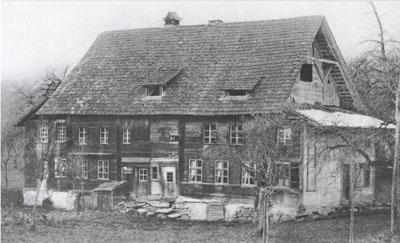
Hans Waldmanns Geburtshaus in Blickensdorf

- Hans Waldmann, Schweizer Heerführer, Bürgermeister von Zürich († 1489)
- Andrea del Verrocchio, italienischer Bildhauer und Maler († 1488)
- Yoshida Kanetomo, japanischer Religionsreformer, Begründer des Yoshida-Shintō († 1511)

### Geboren um 1435
- Thomas von Blankenfelde, deutscher Handelsherr, Bürgermeister von Berlin († 1504)
- Margaret Douglas of Galloway, schottische Adlige († 1488)
- Matteo di Giovanni, italienischer Maler († 1495)
- Konstantin aus Ostrovitza, serbischer Janitschare, Autor
- Agostino Patrizi Piccolomini, italienischer Bischof und päpstlicher Zeremonienmeister  († 1495 oder 1496)
- Nicol Römer, deutscher Kaufmann und Ratsherr († 1493)
- Thomas Stanley, englischer Adliger, 1. Earl of Derby und Herrscher der Isle of Man († 1504)
- William Stanley, englischer Ritter während der Rosenkriege († 1495)
- Eleonore Talbot, englische Adlige, Mätresse von König Eduard IV. († 1468)
- Johannes Tinctoris, franco-flämischer Komponist und Musiktheoretiker († 1511)

## Gestorben

### Erstes Halbjahr
- 31. Januar: Xuande, chinesischer Kaiser (* 1399)
- 2. Februar: Johanna II., Königin von Neapel und Titularkönigin von Jerusalem (* 1373)
- 22. März: Nikolaus Magni von Jauer, deutscher Theologe und Universitätsrektor (* um 1355)
- 13. April: Kasimir V., Herzog von Pommern (* nach 1380)
- April: Amplonius Rating de Berka, deutscher Arzt, Theologe und Universitätslehrer (* 1363 oder 1364)

### Zweites Halbjahr
- 6. Juli: Alexander Stewart, schottischer Adeliger (* um 1375)
- 29. August: Paulus de Santa Maria, jüdischer Apostat, Bischof von Cartagena und Burgos (* um 1352)
- 13. September: Wilhelm III., deutscher Adliger, Herzog von Bayern-München (* 1375)
- 14. September: John of Lancaster, 1. Duke of Bedford, englischer Prinz (* 1389)
- 30. September: Isabeau de Bavière, bayerische Adlige, Königin von Frankreich (* 1370)
- nach dem 9. Oktober: Paweł Włodkowic, polnischer Jurist, Schriftsteller und Diplomat (* um 1370)
- 12. Oktober: Agnes Bernauer, Geliebte des bayerischen Herzogs Albrecht III. (* um 1410)
- 13. Oktober: Hermann II., deutscher Adliger, Graf von Cilli und Ortenburg (* 1365)
- nach dem 28. Oktober: Wilhelm von Bayern-München, deutscher Adliger (* 1435)
- 16. Dezember: Eleonore Urraca von Kastilien, Titular-Königin von Aragón, Sizilien und Sardinien (* 1374)
- 23. Dezember: Antongaleazzo I. Bentivoglio, italienischer Adeliger, Condottiere und für kurze Zeit Herr von Bologna (* um 1390)

### Genaues Todesdatum unbekannt
- Abd al-Qadir Maraghi, persischer Musiker und Musiktheoretiker (* um 1350)
- Antonio I. Acciaiuoli, florentinischer Adliger, Herzog von Athen (* um 1370)
- Erich V., deutscher Adliger, Herzog von Sachsen-Lauenburg
- Ocko II. tom Brok, ostfriesischer Häuptling von Brokmer- und Auricherland (* 1407)
- Qara Yoluq Osman Bey, erster Herrscher und Begründer des Reiches der Aq Qoyunlu (* zwischen 1350 und 1355)
- Francesco di Valdambrino, italienischer Bildhauer und Goldschmied (* 1363)
- Zheng He, chinesischer Admiral und Seefahrer (* 1371)